# Индейцы на лошадях
«Индейцы на лошадях» (нем. Indianer auf Pferden) — картина немецкого художника Августа Макке, написанная в 1911 году. В настоящее время хранится в Городской галерее Ленбаххаус (Мюнхен).

## История создания
В 1911 году в творчестве Макке появляется ещё одна «экзотическая» (наряду с «японской», инспирированной увлечением японской гравюрой и в частности работами Кацусики Хокусая) тема — тема коренных народов Америки. Интерес к ней возник на волне увлечения популярными в то время приключенческими романами Карла Мая. Урбанизация и индустриализация, убыстряющийся темп жизни в годы, предшествовавшие Первой мировой войне, заставили художников разных направлений (Матисс, фовисты и кубисты, объединения «Мост» и «Синий всадник») искать вдохновения в экзотических странах, населённых народами, которых не коснулось губительное влияние цивилизации. В этом направлении на Макке более всех подействовало творчество Гогена, картины которого он впервые увидел в декабре 1907 года на Берлинской выставке французской живописи.
Вероятно, художник написал «Индейцев на лошадях» в конце июня — начале июля 1911 года, когда в Бонне гостил и работал в мастерской Макке его друг Франц Марк, также интересовавшийся Гогеном. В 1910—1911 годах Марк создал ряд графических произведений, где прослеживается влияние Гогена.

## Описание
Стилистически новое произведение Макке близко к живописным работам Марка. Художник здесь не стремится воспроизвести реальность, как и Марк, он выстраивает простую и ясную ступенчатую композицию. Трое индейцев изображены на фоне пейзажа, цвета которого, не соответствующие естественным природным, скорее отсылают к картинам друга художника.
Немного спустя, в октябре 1911 года, Марк и Кандинский провозгласят в альманахе «Синий всадник» принцип выражения внутреннего мира человека через форму и цвет, как это делали примитивы, чьё искусство было очищено от всего внешнего, наносного, случайного. Марк и Кандинский провозглашали равными искусство старых мастеров и модерна, африканскую скульптуру, баварскую народную живопись на стекле и детский рисунок. В этом смысле картина Макке в полной мере воплощает идею Кандинского и его мюнхенского окружения о «чистой живописи, чистом искусстве». Сам Макке в статье «Маски», написанной для альманаха «Синий всадник», утверждал, что в борьбе против косного «академизма» народному искусству принадлежит особая роль.
Картина «Индейцы на лошадях», как одна из программных картин объединения, экспонировалась на первой выставке «Синего всадника» (каталожный номер 28) в галерее Танхаузер.